# Liste der Baudenkmäler in Augsburg-Hochzoll
In der Liste der Baudenkmäler in Hochzoll sind die Baudenkmäler  im
Planungsraum Hochzoll
(XII)
aufgelistet. Zu diesen Baudenkmälern gibt es auch eine Bildersammlung.
Diese Liste ist eine Teilliste der Liste der Baudenkmäler in Augsburg. Grundlage der Liste ist die Bayerische Denkmalliste, die auf Basis des bayerischen Denkmalschutzgesetzes vom 1. Oktober 1973 erstmals erstellt wurde und seither durch das Bayerische Landesamt für Denkmalpflege geführt und aktualisiert wird. Die folgenden Angaben ersetzen nicht die rechtsverbindliche Auskunft der Denkmalschutzbehörde.

## Baudenkmäler nach Stadtbezirken

### Hochzoll-Nord
| Lage                                          | Objekt                                | Beschreibung | Akten-Nr.                | Bild           |
| --------------------------------------------- | ------------------------------------- | --- | ------------------------ | -------------- |
| Friedberger Straße 103 (Standort)             | Ehemaliger Gasthof zum Goldenen Stern | Winkelförmig angelegter, zweigeschossiger Satteldachbau mit Schweifgiebeln aus der Neurenaissance, bezeichnet „1900“ | D-7-61-000-262 Wikidata  | weitere Bilder |
| Neuschwansteinstraße 23 a (Standort)          | Volksschule Hochzoll                  | Zweigeschossiger Mansardwalmdachbau mit Zwerchhäusern und mittigem Uhrenturm, Neubarock, von Otto Holzer, bezeichnet „1915“ | D-7-61-000-744 Wikidata  | weitere Bilder |
| Salzmannstraße 8, Grüntenstraße 19 (Standort) | Katholische Pfarrkirche Heilig Geist  | Flachgewölbter Saalbau mit eingezogenem Chor und seitlichem Fassadenturm, dicht mit Vertikalpfeilern gegliedert, erbaut von Thomas Wechs von 1953 bis 1955, mit Ausstattung Angebautes Pfarrheim, Pultdachbau, und Pfarrhaus, zweigeschossiger Walmdachbau, bezeichnet „1914“ | D-7-61-000-1224 Wikidata | weitere Bilder |

### Hochzoll-Süd
| Lage                                               | Objekt                               | Beschreibung | Akten-Nr.                | Bild           |
| -------------------------------------------------- | ------------------------------------ | --- | ------------------------ | -------------- |
| Zedlitzstraße 16 a, Meringer Straße 132 (Standort) | Gutshofanlage, sogenannter Schwabhof | 1866 nach Brand neu erbaut, 1907 nach Entwurf des Architekten Ernst Haiger umgebaut Herrenhaus, dreigeschossiger Walmdachbau mit runden, turmartigen Eckerkern, in barocken Formen Wirtschaftsgebäude, um einen Innenhof südlich des Herrenhauses angelegt Einfriedung | D-7-61-000-1121 Wikidata | weitere Bilder |
| Oberländer Straße 168 und 168 a (Standort)         | Hochablass                           | Für die wirtschaftliche Entwicklung Augsburgs wichtiges, seit dem Spätmittelalter bestehendes Wehr zur Einleitung des Wassers in die Lechkanäle, heutige Anlage mit Fußgängersteg, Getriebehäuschen und Glockenturm im Wesentlichen von Edward von Hummel und Alfred Kunz, architektonische Ausgestaltung von Otto Holzer, plastischer Schmuck von Josef Köpf, 1911/12 | D-7-61-000-1199 Wikidata | weitere Bilder |
| Zwölf-Apostel-Platz 1 (Standort)                   | Katholisches Pfarrzentrum            | annähernd symmetrische Anlage von Kirche, Pfarrhaus mit -büro und Pfarrheim; Pfarrkirche Zwölf Apostel, Putzbau über rechteckigem Grundriss mit zu den Seiten leicht ansteigendem Dach und westlich vorangestelltem, hoch aufragenden Turm aus Sichtbeton mit kreuzförmigem Fassadenrelief, Saalkirche über erdgeschossiger Werktagskirche, von Clemens Holzmeister, Wien, 1964–1967; mit Ausstattung; östliche Annexbauten, nördlich Pfarrhaus und südlich Pfarrheim, zweigeschossige Putzbauten mit Flachdach, einen Hofraum flankierend, gleichzeitig | D-7-61-000-1907 Wikidata | weitere Bilder |